# Phó Tổng thống Liên Xô
Phó Tổng thống Liên Xô (tiếng Nga: Вице-президент СССР) là một trong những chức vụ cao nhất của Liên Xô từ 27/12/1990 đến 25/12/1991. Chức vụ này được bầu làm ứng cử viên duy nhất với Tổng thống trong nhiệm kỳ 5 năm. Phó Tổng thống Liên Xô thay mặt Tổng thống thực hiện một số quyền hạn của mình và thay thế Tổng thống trong trường hợp Tổng thống vắng mặt hoặc không thể thi hành nhiệm vụ. Nếu Phó Tổng thống không thể thực hiện quyền hạn của Tổng thống Liên Xô, chức vụ được chuyển giao cho Chủ tịch Xô viết Tối cao Liên Xô.
Chức vụ đã bị bãi bỏ vào ngày 25 tháng 12 năm 1991 liên quan đến hiệp định Belovezha có hiệu lực, trong đó tuyên bố chấm dứt sự tồn tại của Liên Xô.

## Phó Tổng thống
- Gennady Ivanovich Yanayev (27 tháng 12 năm 1990 - 4 tháng 9 năm 1991)
- khuyết (4 tháng 9 - 25 tháng 12 năm 1991)